# Polina Rodionova
Polina Rodionova (en ucraniano: Поліна Родіонова; 14 de marzo de 1994) es una deportista ucraniana que compite en tiro con arco, en la modalidad de arco recurvo. Ganó dos medallas en el Campeonato Europeo de Tiro con Arco en Sala, en los años 2019 y 2022, ambas en la prueba de equipo.

## Palmarés internacional
| Campeonato Europeo en Sala | Campeonato Europeo en Sala | Campeonato Europeo en Sala | Campeonato Europeo en Sala |
| Año                        | Lugar                      | Medalla                    | Prueba                     |
| -------------------------- | -------------------------- | -------------------------- | -------------------------- |
| 2019                       | Samsun (Turquía)           | Medalla de bronce          | Equipo                     |
| 2022                       | Laško (Eslovenia)          | Medalla de oro             | Equipo                     |